# Gladstone (futebolista)
Gladstone Pereira Della Valentina, ou simplesmente Gladstone (Vila Velha, 29 de janeiro de 1985), é um ex-futebolista brasileiro que atuava como zagueiro.

## Carreira
Gladstone começou a carreira em 2003,antes do Cruzeiro treinou no time infantil do AERT, no Cruzeiro. Conquistando o título de campeão brasileiro no seu primeiro ano. Em 2005, foi emprestado à Juventus, clube clássico da Itália. Porém, não deu certo. Sendo emprestado para outro clube italiano, o Verona. Retornou ao Cruzeiro em julho de 2006. Apesar da curta passagem pela Vecchia Signora, Gladstone se refere a esta passagem como importante, na qual pode crescer como atleta e como homem. Diz ter aprendido muito com Fabio Cannavaro, o qual lhe ensinava sobre posicionamento.
Em 2007 foi emprestado para o Sporting Clube de Portugal. Após a temporada 2007/2008, foi dispensado pelo clube.
Na temporada 2008, o Palmeiras contratou Vanderlei Luxemburgo, que em 2003 havia sido campeão com o Cruzeiro. Assim, Luxemburgo pede o empréstimo de Gladstone. Após o fim da temporada 2008, Gladstone é dispensado.
Em 2009, Gladstone acerta um contrato de empréstimo até o fim da temporada com o Clube Náutico Capibaribe.
Permaneceu no clube para a disputa do Campeonato Brasileiro, mas após desentendimento com a diretoria, acabou pedindo para ser dispensado, após um jogo contra o Botafogo.
Para a temporada de 2010, foi contratado pela Portuguesa.
Ficou menos de 2 meses e acabou acertando com o FC Vaslui, da Romênia. No entanto, acabou sendo liberado em junho de 2012, não estando nos planos da equipe para a próxima temporada. Após isso, foi contratado pelo ABC, onde disputa a Série B.
No dia 22 março de 2013, o CRB anuncia a contratação por emprestimo de Gladstone para a disputa do Campeonato Alagoano e Copa do Brasil.
Em 2015 acertou sua transferência junto ao Itumbiara, para a disputa do Campeonato Goiano.

## Seleção Brasileira
De passagem por seleções de base, Gladstone seria convocado à Seleção Principal pela primeira vez em 2006, quando substituiria o cortado Lúcio. A segunda convocação ocorreria em 2007, quando substituiria Alex e Alex Silva, junto com Edu Dracena. No entanto, em nenhuma das duas oportunidades conseguiu entrar em campo.

## Treinador

### Caldense
Em 26 de junho de 2022, foi contratado como treinador da Caldense.

## Títulos
Cruzeiro
- Campeonato Brasileiro - 2003
- Copa do Brasil - 2003
- Campeonato Mineiro: 2003, 2006

Palmeiras
- Campeonato Paulista: 2008

CRB
- Campeonato Alagoano: 2013

Botafogo-PB
- Campeonato Paraibano: 2018

Sporting
- Taça de Portugal - 2007-08
- Supertaça de Portugal - 2007-08

### Campanhas em Destaque
Seleção Brasileira
- Campeonato Mundial Sub-20: 2005 (3º colocado)